# Henning Lohmann
Henning Lohmann ist ein deutscher Soziologe.

## Leben
Er erwarb 1998 das Diplom in Soziologie an der Universität Bielefeld und 2007 die Promotion zum Dr. rer. pol. an der Universität zu Köln. Von 2011 bis 2014 war er Professor für Methoden der empirischen Sozialforschung und Sozialstrukturanalyse, an der Universität Osnabrück. Seit 2014 ist er Professor für Soziologie, insbesondere Methoden der empirischen Sozialforschung, an der Universität Hamburg.

## Schriften (Auswahl)
- mit Hans-Jürgen Andreß: Die wirtschaftlichen Folgen von Trennung und Scheidung. Gutachten im Auftrag des Bundesministeriums für Familie, Senioren, Frauen und Jugend. Stuttgart 1999, ISBN 3-17-016545-3.
- Armut von Erwerbstätigen in europäischen Wohlfahrtsstaaten. Niedriglöhne, staatliche Transfers und die Rolle der Familie. Wiesbaden 2007, ISBN 3-531-15745-0.
- mit Ive Marx (Hg.): Handbook on in-work poverty. Cheltenham 2018, ISBN 978-1-78471-562-5.
- mit Marco Giesselmann, Katrin Golsch und Alexander Schmidt-Catran (Hg.): Lebensbedingungen in Deutschland in der Längsschnittperspektive. Wiesbaden 2018, ISBN 3-658-19205-4.